# Tatiana Okupnik
Tatiana Olga Okupnik, född 2 september 1978 i Łódź, är en polsk sångerska.

## Karriär
Mellan åren 1998 och 2006 var hon sångerska i den polska musikgruppen Blue Café. Hon blev internationellt känd då hon tillsammans med gruppen representerade Polen i Eurovision Song Contest 2004 i Istanbul i Turkiet med låten "Love Song" och slutade på sjuttonde plats. Efter att ha lämnat gruppen påbörjade hon en solokarriär och släppte sitt debutalbum On My Own den 13 april 2007. Albumet certifierades guld i Polen.
År 2010 flyttade hon till London och arbetade där på sitt första internationella album. Hennes första singel i Storbritannien var "Spider Web" som släpptes den 18 april 2011. Den 16 maj 2011 släppte hon albumet Spider Web.

## Diskografi

### Album
- 2007 - On My Own
- 2011 - Spider Web